# Nienhaus
Het Ambtshuis Nienhaus (Amtshaus Nienhaus) is een laat-classicistisch gebouw in Aschendorf, vlakbij Papenburg. Naast een kantoorgebouw huisveste het ook de lokale gouverneur en diens familie. Het is een beschermd rijksmonument, en de geboorteplaats van schrijfster Theodora Korte.

## Geschiedenis
Het huis werd gebouwd tussen 1832 en 1836 op het landgoed waar voorheen Schloss Nienhaus stond. De architect was Josef Niehaus, die ook de Sint-Martinuskerk ontwierp. Destijds viel Aschendorf nog onder het Koninkrijk Hannover. In dertig jaar tijd woonden hier vijf gouverneurs:
1. Lambert Cordes (1828–1832)
2. Wilhelm Christian Carl von Dincklage (1832–1838)
3. Claus Jürgen Melchior von Issendorf (1838–1848)
4. Anton Niehaus (1848–1860)
5. Johann-Heinrich Felix Korte (1860–1889)

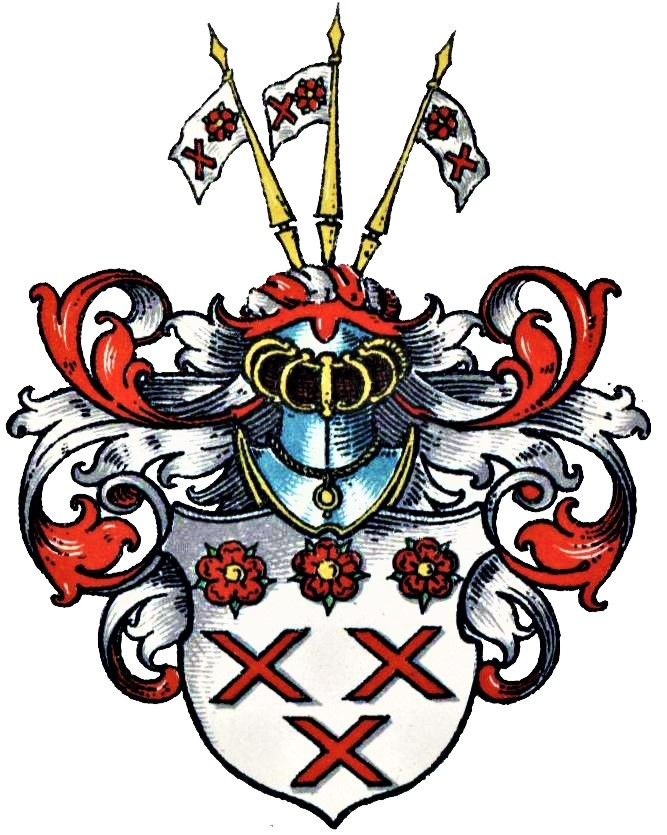
Familiewapen von Dincklage
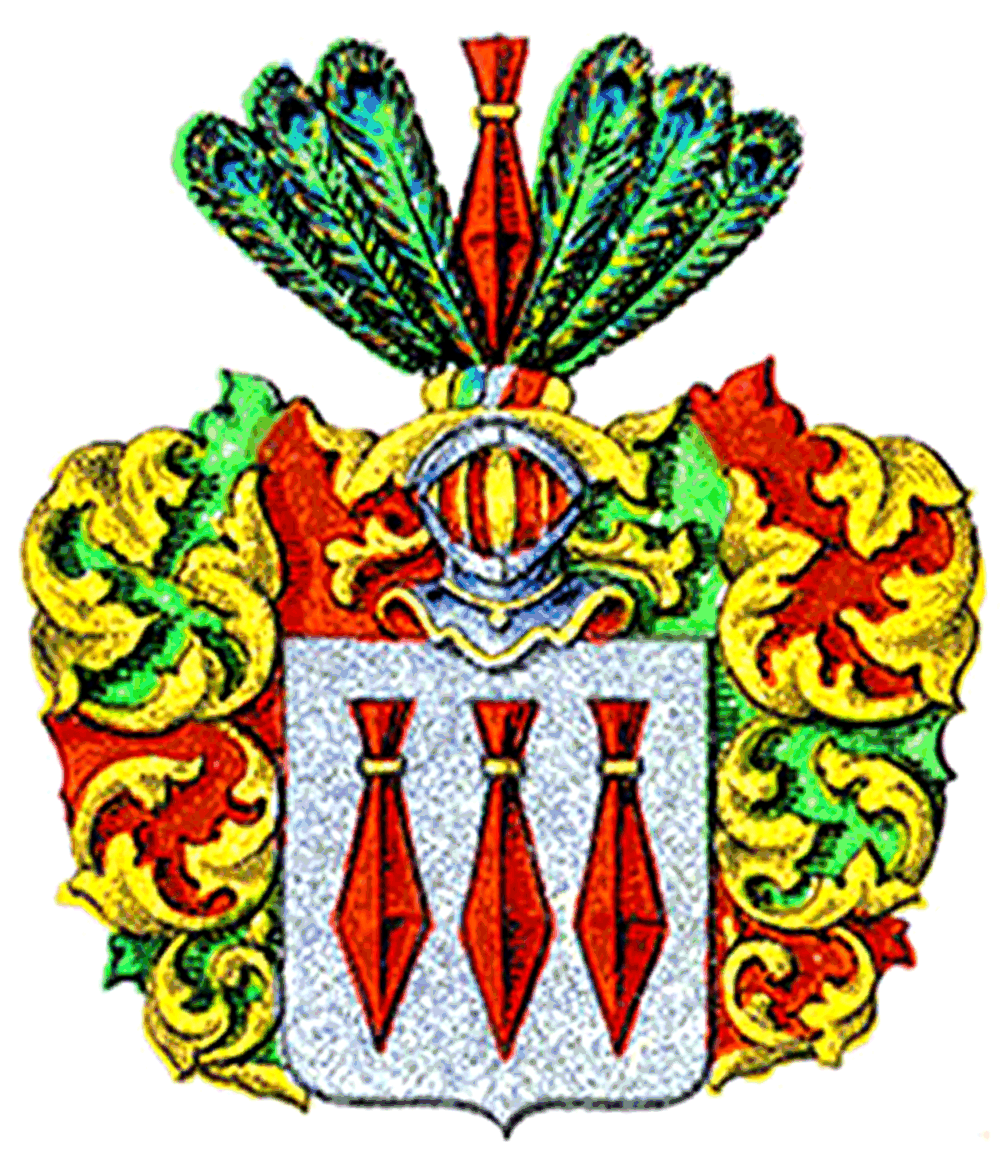
Familiewapen von Issendorff
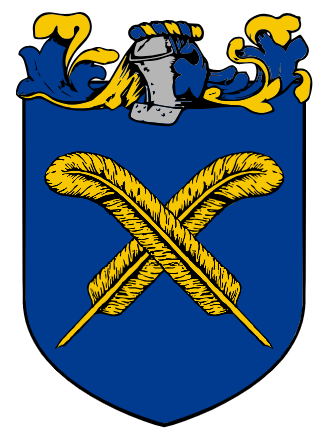
Familiewapen Korte

In 1866 werd het koninkrijk Hannover geannexeerd door het naburige Pruisen. Het district Aschendorf en haar 20.000 inwoners vielen voortaan onder de provincie Hannover van het Pruissische rijk. In 1871 werden Pruisen en de andere Duitse staten verenigd als het Duitse Keizerrijk. In 1899 werden het kantoor en de woning van de gouverneur verplaatst naar Haus Altenkamp.

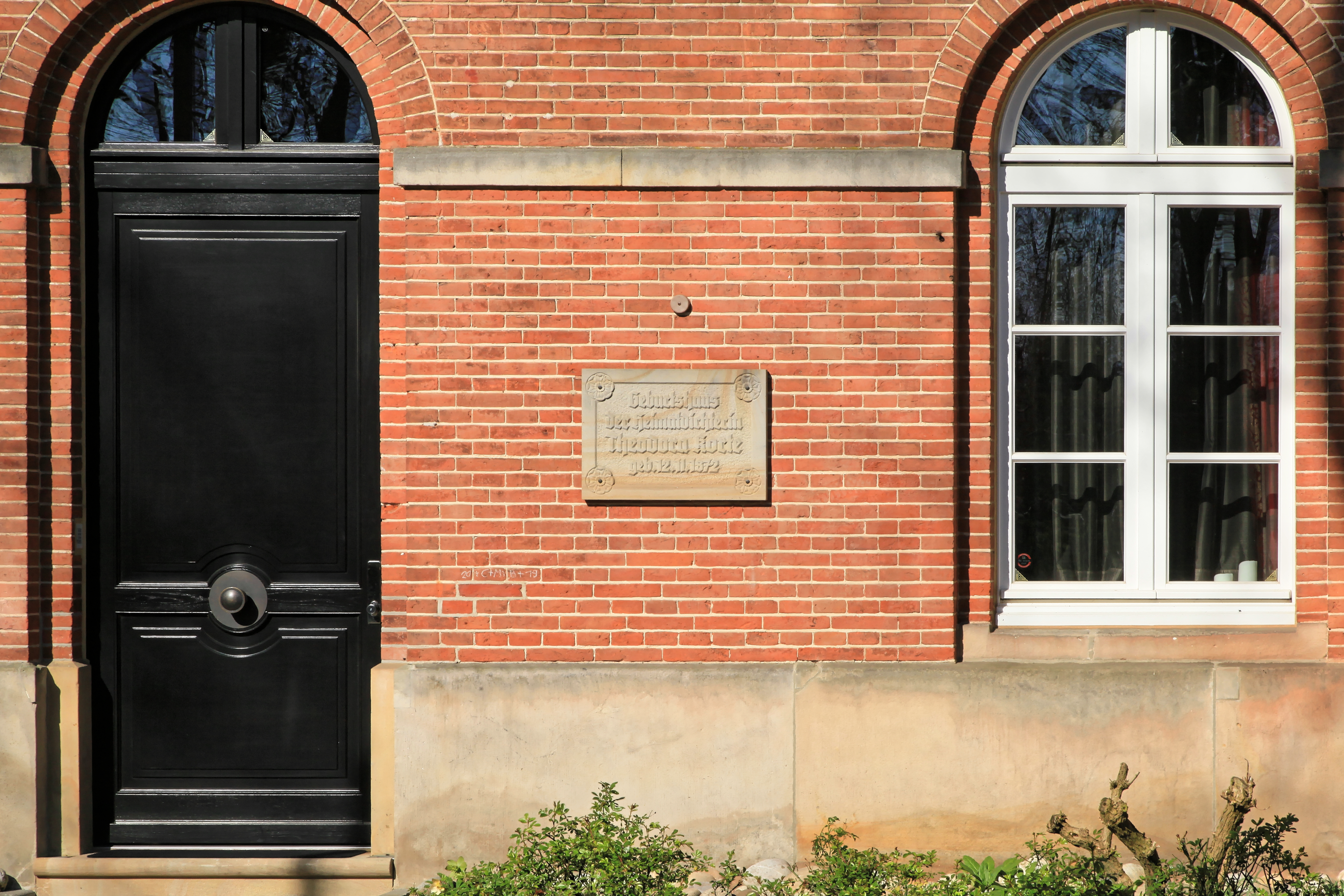
Theodora Korte's geboorteplakkaat

## Architectuur
Het gebouw is gebouwd uit bakstenen. Zelfs de zandstenen hoeken zijn eigenlijk geschilderde bakstenen. Alleen de funderingen, raamkozijnen, en het voorportaal zijn daadwerkelijk van zandsteen gemaakt. De ingang ligt op de eerste verdieping, en is te bereiken met de brede trap. Achter de voordeur ligt de vestibule, die naar het hoofdkantoor leidt. 
De voordeur bevindt zich in een portaal, geflankeerd door twee Dorische zuilen, die een architraaf en een driehoeking timpaan omhoog houden. De ramen op de begane grond zijn gewelfd, wat ook veel voorkomt in het werk van Niehaus' collega, Georg Ludwig Friedrich Laves. 
Aan de façade hangt een plakkaat wat bezoekers eraan herinnert dat het Nienhaus de geboorteplek is van Theodora Korte, gevierd schrijfster en dochter van de laatste Hannoveriaanse gouverneur.